# Campeonato Africano de Atletismo de 2014
A 19ª edição do Campeonato Africano de Atletismo foi organizado pela Confederação Africana de Atletismo no período de 10 de agosto a 14 de agosto de 2014 no Estádio de Marrakech, em Marrakech, no Marrocos. Foram disputadas 44 provas, com a presença de 548 atletas de 47 nacionalidades. 

## Medalhistas
Esses foram os resultados do campeonato. 

### Masculino
| Evento                           | Ouro                                                                        | Ouro     | Prata                                                                  | Prata    | Bronze                                                                                  | Bronze   |
| -------------------------------- | --------------------------------------------------------------------------- | -------- | ---------------------------------------------------------------------- | -------- | --------------------------------------------------------------------------------------- | -------- |
| 100 metros detalhes              | Hua Wilfried Koffi · Costa do Marfim                                        | 10.05    | Mark Jelks · Nigéria                                                   | 10.07    | Monzavous Edwards · Nigéria                                                             | 10.16    |
| 200 metros detalhes              | Hua Wilfried Koffi · Costa do Marfim                                        | 20.25    | Isaac Makwala · Botswana                                               | 20.51    | Carvin Nkanata · Quênia                                                                 | 20.53    |
| 400 metros detalhes              | Isaac Makwala · Botswana                                                    | 44.23    | Wayde van Niekerk · África do Sul                                      | 45.00    | Boniface Mucheru · Quênia                                                               | 45.07    |
| 800 metros detalhes              | Nijel Amos · Botswana                                                       | 1:48.54  | Mohammed Aman · Etiópia                                                | 1:48.56  | Taoufik Makhloufi · Argélia                                                             | 1:49.08  |
| 1 500 metros detalhes            | Ayanleh Souleiman · Djibuti                                                 | 3:42.49  | Asbel Kiprop · Quênia                                                  | 3:42.58  | Ronald Kwemoi · Quênia                                                                  | 3:42.59  |
| 5 000 metros detalhes            | Caleb Mwangangi Ndiku · Quênia                                              | 13:34.27 | Isaiah Kiplangat Koech · Quênia                                        | 13:35.73 | Abrar Osman Adem · Eritreia                                                             | 13:36.42 |
| 10 000 metros detalhes           | Nguse Amlosom · Eritreia                                                    | 28:11.07 | Mustapha El Aziz · Marrocos                                            | 28:11.36 | Josphat Bett · Quênia                                                                   | 28:11.61 |
| 110 metros barreiras detalhes    | Tyron Akins · Nigéria                                                       | 13.57    | Alex Al-Ameen · Nigéria                                                | 13.78    | Martins Ogieriakhi · Nigéria                                                            | 13.80    |
| 400 metros barreiras detalhes    | Cornel Fredericks · África do Sul                                           | 48.78    | Amaechi Morton · Nigéria                                               | 48.92    | Nicholas Bett · Quênia                                                                  | 49.03    |
| 3 000 metros obstáculos detalhes | Jairus Birech · Quênia                                                      | 8:34.79  | Jonathan Ndiku · Quênia                                                | 8:37.67  | Ezekiel Kemboi · Quênia                                                                 | 8:39.30  |
| 4×100 metros estafetas detalhes  | Nigéria · Ogho-Oghene Egwero · Monzavous Edwards · Obinna Metu · Mark Jelks | 38.80    | Gana · Daniel Gyasi · Solomon Afful · Emmanuel Dassor · Timothy Abeyie | 39.28    | Argélia · Mahmoud Hammoudi · Ali Bouguesba · Skander Djamil Athmani · Soufiane Bouhadda | 39.89    |
| 4×400 metros estafetas detalhes  | Botswana · Pako Seribe · Nijel Amos · Leaname Maotoanong · Isaac Makwala    | 3:01.89  | Nigéria · Noah Akwu · Robert Simmons · Miles Ukaoma · Amaechi Morton   | 3:03.09  | Quênia · Mark Mutai · Solomon Buoga · Nicholas Bett · Boniface Mucheru                  | 3:07.35  |
| 20 km marcha detalhes            | Lebogang Shange · África do Sul                                             | 1:26.58  | Samuel Ireri Gathimba · Quênia                                         | 1:27.11  | Mohamed Ameur · Argélia                                                                 | 1:27.48  |
| Salto em altura detalhes         | Kabelo Kgosiemang · Botswana                                                | 2.28     | Fernand Djoumessi · Camarões                                           | 2.25     | Younis Mohamed · Sudão                                                                  | 2.22     |
| Salto com vara detalhes          | Cheyne Rahme · África do Sul                                                | 5.41     | Mohamed Amine Romdhana · Tunísia                                       | 5.00     | Mouhcine Cheaouri · Marrocos                                                            | 5.00     |
| Salto em distância detalhes      | Zarck Visser · África do Sul                                                | 8.08     | Khotso Mokoena · África do Sul                                         | 8.02     | Ruswahl Samaai · África do Sul                                                          | 7.84     |
| Salto triplo detalhes            | Khotso Mokoena · África do Sul                                              | 17.03    | Tosin Oke · Nigéria                                                    | 16.97    | Roger Haitengi · Namíbia                                                                | 16.72    |
| Arremesso de peso detalhes       | Orazio Cremona · África do Sul                                              | 19.84    | Jaco Engelbrecht · África do Sul                                       | 18.87    | Franck Owaka · República do Congo                                                       | 18.74    |
| Lançamento de disco detalhes     | Victor Hogan · África do Sul                                                | 62.87    | Russell Tucker · África do Sul                                         | 62.15    | Stephen Mozia · Nigéria                                                                 | 57.11    |
| Lançamento de martelo detalhes   | Mostafa Al-Gamel · Egito                                                    | 79.09    | Chris Harmse · África do Sul                                           | 73.90    | Driss Barid · Marrocos                                                                  | 60.17    |
| Lançamento de dardo detalhes     | Julius Yego · Quênia                                                        | 84.72    | Ihab Abdelrahman El Sayed · Egito                                      | 83.59    | Robert Oosthuizen · África do Sul                                                       | 77.81    |
| Decatlo detalhes                 | Larbi Bourrada · Argélia                                                    | 8311     | Guillaume Thierry · Ilhas Maurícias                                    | 7312     | Atsu Nyamadi · Gana                                                                     | 6946     |

### Feminino
| Evento                           | Ouro                                                                             | Ouro     | Prata                                                                                                  | Prata    | Bronze                                                                                | Bronze   |
| -------------------------------- | -------------------------------------------------------------------------------- | -------- | --- | -------- | ------------------------------------------------------------------------------------- | -------- |
| 100 metros detalhes              | Blessing Okagbare · Nigéria                                                      | 11.00    | Murielle Ahouré · Costa do Marfim                                                                      | 11.03    | Marie-Josée Ta Lou · Costa do Marfim                                                  | 11.20    |
| 200 metros detalhes              | Murielle Ahouré · Costa do Marfim                                                | 22.36    | Marie-Josée Ta Lou · Costa do Marfim                                                                   | 22.87    | Dominique Duncan · Nigéria                                                            | 22.98    |
| 400 metros detalhes              | Folashade Abugan · Nigéria                                                       | 51.21    | Kabange Mupopo · Zâmbia                                                                                | 51.21    | Patience Okon George · Nigéria                                                        | 51.68    |
| 800 metros detalhes              | Eunice Sum · Quênia                                                              | 1:59.45  | Janeth Jepkosgei · Quênia                                                                              | 1:59.74  | Agatha Jeruto · Quênia                                                                | 1:59.84  |
| 1 500 metros detalhes            | Hellen Obiri · Quênia                                                            | 4:09.53  | Dawit Seyaum · Etiópia                                                                                 | 4:10.92  | Rababe Arafi · Marrocos                                                               | 4:12.08  |
| 5 000 metros detalhes            | Almaz Ayana · Etiópia                                                            | 15:32.72 | Genzebe Dibaba · Etiópia                                                                               | 15:42.16 | Janeth Kisa · Quênia                                                                  | 15:54.04 |
| 10 000 metros detalhes           | Joyce Chepkirui · Quênia                                                         | 32:45.27 | Emily Chebet · Quênia                                                                                  | 32:45.28 | Belaynesh Oljira · Etiópia                                                            | 32:49.39 |
| 100 metros barreiras detalhes    | Rikenette Steenkamp · África do Sul                                              | 13.26    | Rosvitha Okou · Costa do Marfim                                                                        | 13.26    | Nichole Denby · Nigéria                                                               | 13.27    |
| 400 metros barreiras detalhes    | Wenda Nel · África do Sul                                                        | 55.32    | Amaka Ogoegbunam · Nigéria                                                                             | 55.46    | Francisca Koki · Quênia                                                               | 55.84    |
| 3 000 metros obstáculos detalhes | Hiwot Ayalew · Etiópia                                                           | 9:29.54  | Sofia Assefa · Etiópia                                                                                 | 9:30.20  | Salima El Ouali Alami · Marrocos                                                      | 9:33.02  |
| 4×100 metros estafetas detalhes  | Nigéria · Gloria Asumnu · Lawreta Ozoh · Dominique Duncan · Blessing Okagbare    | 43.56    | Costa do Marfim · Tryphene Kouame Adjoua · Mireille Gaha · Nanzie Adeline Gouenon · Marie-Josée Ta Lou | 43.99    | Gana · Flings Owusu-Agyapong · Gemma Acheampong · Beatrice Gyaman · Janet Amponsah    | 44.06    |
| 4×400 metros estafetas detalhes  | Nigéria · Patience Okon George · Regina George · Ada Benjamin · Folashade Abugan | 3:28.87  | Quênia · Jacinter Shikanda · Francisca Koki · Janeth Jepkosgei · Maureen Jelagat                       | 3:32.26  | Botswana · Goitseone Seleka · Lydia Mashila · Loungo Matlhaku · Christine Botlogetswe | 3:40.28  |
| 20 km marcha detalhes            | Grace Wanjiru Njue · Quênia                                                      | 1:37.04  | Emily Ngii · Quênia                                                                                    | 1:38.12  | Askale Tiksa · Etiópia                                                                | 1:40.05  |
| Salto em altura detalhes         | Rhizlane Siba · Marrocos                                                         | 1.80     | Besnet Mohamed · Egito                                                                                 | 1.80     | Ariyat Dibow · Etiópia                                                                | 1.78     |
| Salto com vara detalhes          | Syrine Balti · Tunísia                                                           | 4.10     | Nisrine Dinar · Marrocos                                                                               | 3.80     | Dorra Mahfoudhi · Tunísia                                                             | 3.70     |
| Salto em distância detalhes      | Ese Brume · Nigéria                                                              | 6.50     | Chinaza Amadi · Nigéria                                                                                | 6.40     | Joelle Mbumi Nkouindjin · Camarões                                                    | 6.25     |
| Salto triplo detalhes            | Joelle Mbumi Nkouindjin · Camarões                                               | 14.02    | Nadia Eke · Gana                                                                                       | 13.40    | Blessing Ibrahim · Nigéria                                                            | 13.35    |
| Arremesso de peso detalhes       | Auriol Dongmo Mekemnang · Camarões                                               | 16.84    | Chinwe Okoro · Nigéria                                                                                 | 16.40    | Lezaan Jordaan · África do Sul                                                        | 15.31    |
| Lançamento de disco detalhes     | Chinwe Okoro · Nigéria                                                           | 59.79    | Nwanneka Okwelogu · Nigéria                                                                            | 51.66    | Amina Moudden · Marrocos                                                              | 48.21    |
| Lançamento de martelo detalhes   | Laetitia Bambara · Burquina Fasso                                                | 65.44    | Amy Sène · Senegal                                                                                     | 64.66    | Sarah Bensaad · Tunísia                                                               | 60.97    |
| Lançamento de dardo detalhes     | Sunette Viljoen · África do Sul                                                  | 65.32    | Zuta Mary Nartey · Gana                                                                                | 52.57    | Selma Rosun · Ilhas Maurícias                                                         | 48.04    |
| Heptatlo detalhes                | Marthe Koala · Burquina Fasso                                                    | 5454     | Elizabeth Dadzie · Gana                                                                                | 5286     | Bianca Erwee · África do Sul                                                          | 5086     |

## Quadro de medalhas

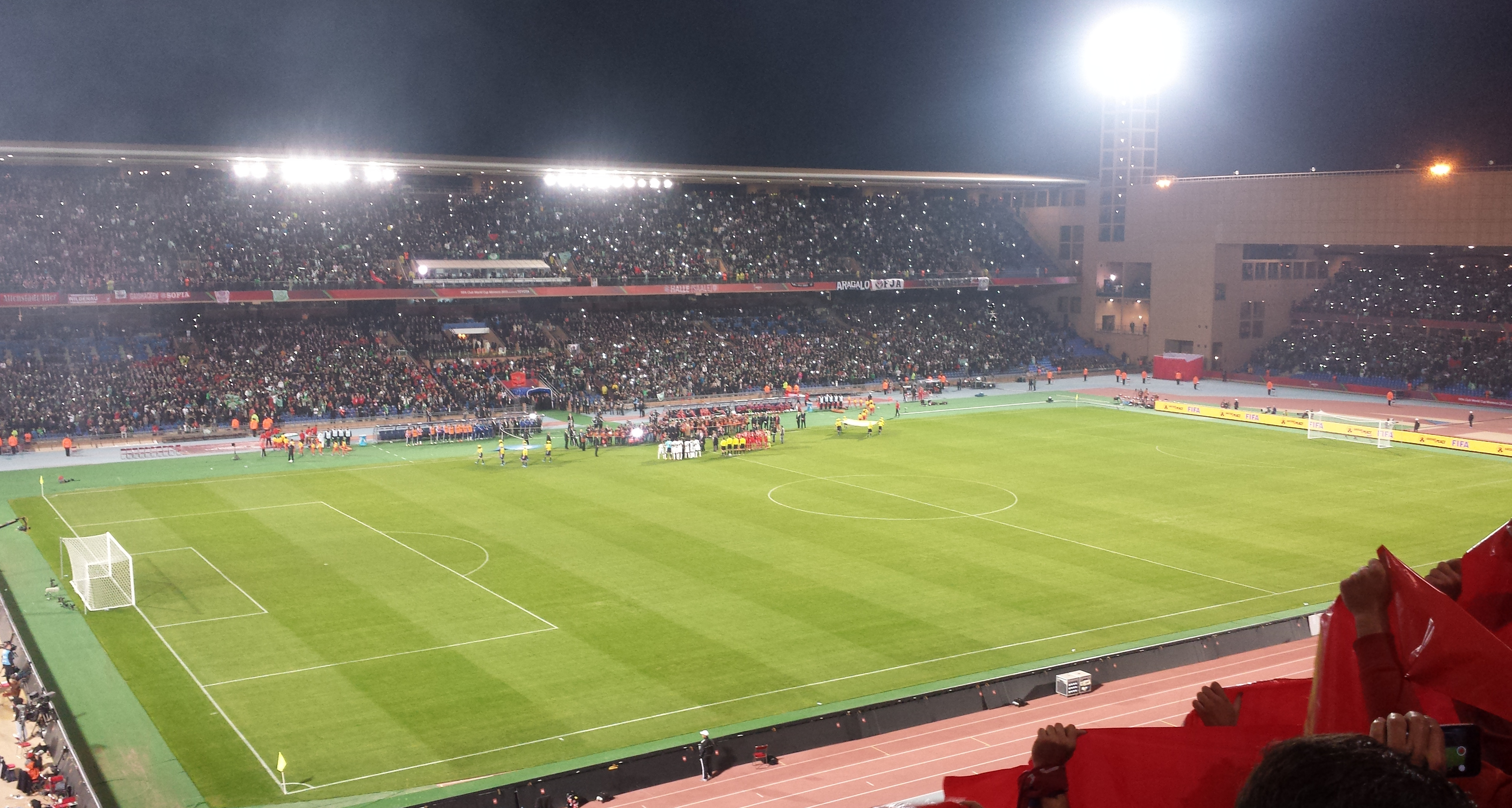
Estádio anfitrião em Marrakech,

| Ordem | País               | Medalha de ouro | Medalha de prata | Medalha de bronze | Total |
| ----- | ------------------ | --------------- | ---------------- | ----------------- | ----- |
| 1     | África do Sul      | 10              | 5                | 4                 | 19    |
| 2     | Nigéria            | 8               | 9                | 7                 | 24    |
| 3     | Quênia             | 7               | 8                | 10                | 25    |
| 4     | Botswana           | 4               | 1                | 1                 | 6     |
| 5     | Costa do Marfim    | 3               | 4                | 1                 | 8     |
| 6     | Etiópia            | 2               | 4                | 2                 | 8     |
| 7     | Camarões           | 2               | 1                | 1                 | 4     |
| 8     | Burquina Fasso     | 2               | 0                | 0                 | 2     |
| 9     | Marrocos           | 1               | 2                | 5                 | 8     |
| 10    | Egito              | 1               | 2                | 0                 | 3     |
| 11    | Tunísia            | 1               | 1                | 2                 | 4     |
| 12    | Argélia            | 1               | 0                | 3                 | 4     |
| 13    | Eritreia           | 1               | 0                | 1                 | 2     |
| 13    | Djibuti            | 1               | 0                | 1                 | 2     |
| 15    | Gana               | 0               | 4                | 2                 | 6     |
| 16    | Ilhas Maurícias    | 0               | 1                | 1                 | 2     |
| 17    | Senegal            | 0               | 1                | 0                 | 1     |
| 17    | Zâmbia             | 0               | 1                | 0                 | 1     |
| 19    | Namíbia            | 0               | 0                | 1                 | 1     |
| 19    | República do Congo | 0               | 0                | 1                 | 1     |
| 19    | Sudão              | 0               | 0                | 1                 | 1     |
|       | Total              | 44              | 44               | 44                | 132   |

## Participantes
Um total de 548 atletas de 47 nacionalidades participaram do evento.
- Argélia (25)
- Angola (8)
- Benim (11)
- Botswana (16)
- Burquina Fasso (5)
- Burundi (5)
- Camarões (20)
- Cabo Verde (1)
- Chade (1)
- República Centro-Africana (1)
- Comores (4)
- República Democrática do Congo (1)
- Djibuti (4)
- Egito (12)
- Guiné Equatorial (2)
- Eritreia (11)
- Etiópia (69)
- Gabão (1)
- Gâmbia (2)
- Gana (24)
- Guiné (1)
- Guiné-Bissau (1)
- Costa do Marfim (11)
- Quênia (55)
- Lesoto (1)
- Líbia (7)
- Madagáscar (3)
- Mali (11)
- Mauritânia (2)
- Ilhas Maurícias (9)
- Marrocos (anfitrião) (55)
- Moçambique (1)
- Namíbia (6)
- Nigéria (41)
- República do Congo (18)
- São Tomé e Príncipe (1)
- Senegal (14)
- Seicheles (8)
- África do Sul (37)
- Sudão (1)
- Essuatíni (2)
- Tanzânia (2)
- Togo (2)
- Tunísia (20)
- Uganda (6)
- Zâmbia (8)
- Zimbabwe (2)

Legenda
| Recorde mundial       | Recorde mundial (World record)               |                       | Recorde africano                      | Recorde africano (African) |                                           | Q | Classificado por posição (Qualified) |
| Recorde do campeonato | Recorde do campeonato (Championship record)  | Recorde da América    | Recorde da América (Americas)         | q                          | Classificado por melhor tempo (Qualified) |   |                                      |
| Melhor marca do ano   | Melhor marca do ano (World leading)          | Recorde asiático      | Recorde asiático (Asian)              | DNS                        | Não largou (Did not start)                |   |                                      |
| Recorde nacional      | Recorde nacional (National record)           | Recorde europeu       | Recorde europeu (European)            | DNF                        | Não terminou (Did not finish)             |   |                                      |
| Recorde pessoal       | Recorde pessoal do atleta (Personal best)    | Recorde da Oceania    | Recorde da Oceania (Oceania)          | DSQ / DQ                   | Desclassificado (Disqualified)            |   |                                      |
| Recorde da temporada  | Recorde da temporada do atleta (Season best) | Recorde sul-americano | Recorde sul-americano (South America) | NM                         | Sem marca (No mark)                       |   |                                      |